# Bolsa de papel

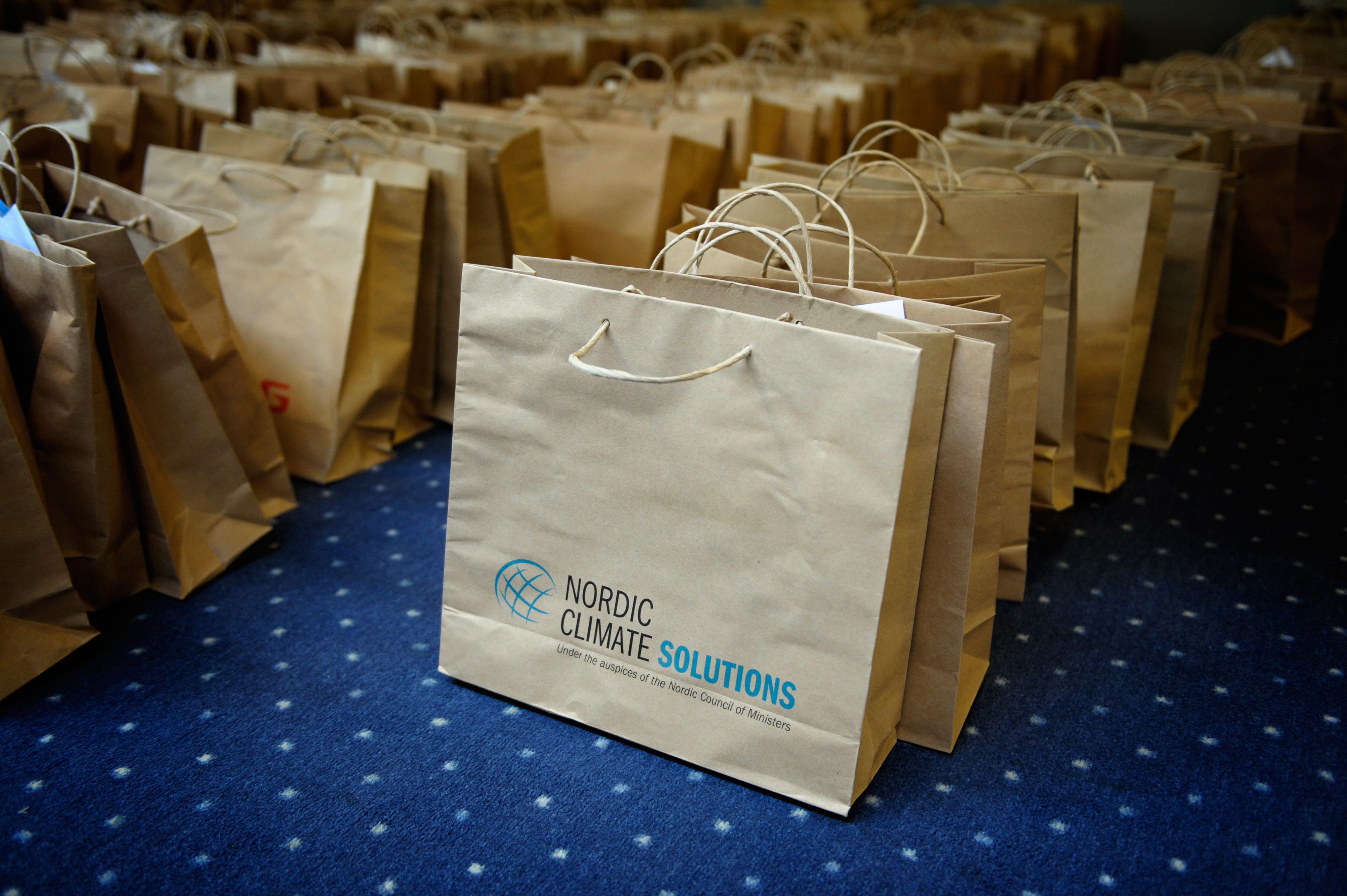
Bolsas de papel Kraft

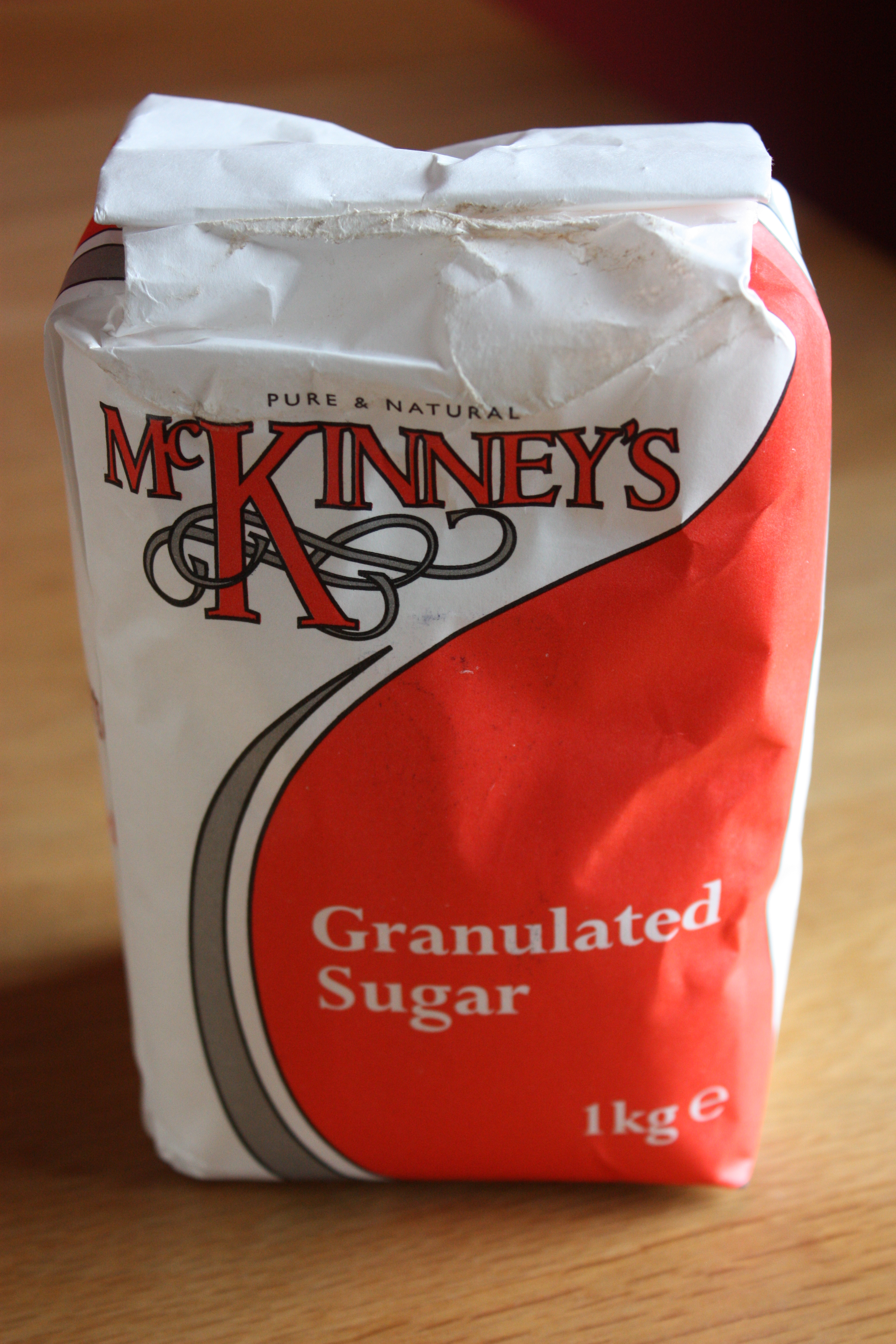
Bolsa de azúcar

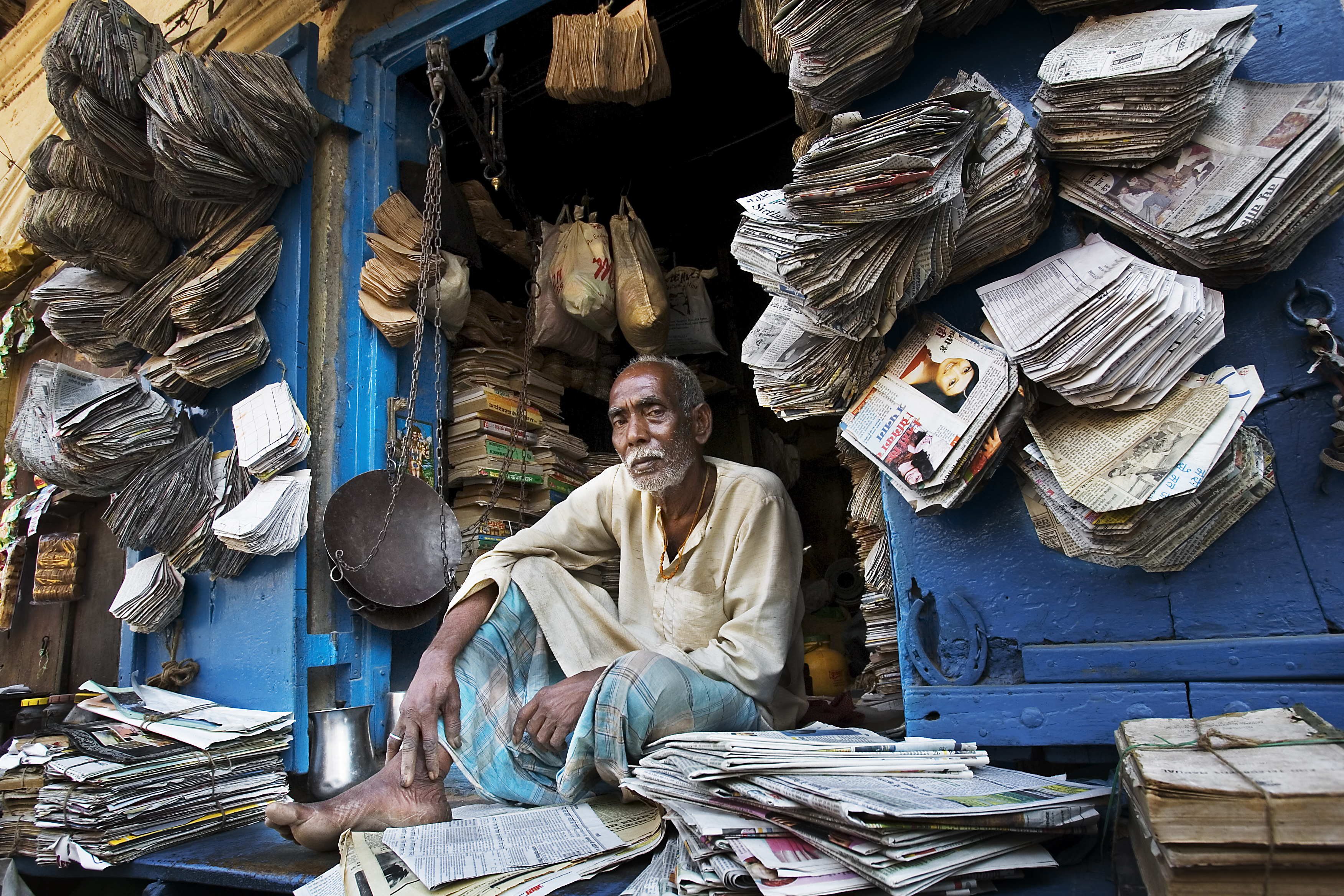
Bolsas de papel tradicionales hechas de papel de periódico reciclado en India.

Una bolsa de papel es una bolsa hecha de papel, normalmente papel kraft. Las bolsas de papel se pueden fabricar con fibras vírgenes o recicladas dependiendo de las necesidades del cliente. Las bolsas de papel generalmente se utilizan como bolsas de la compra y para el embalaje de algunos bienes de consumo, tales como comestibles, botellas de vidrio, ropa, libros, productos electrónicos, etc. También se utilizan para transportar objetos cotidianos en el día a día. 

## Historia
En 1852, Francis Wolle, un maestro de escuela, inventó la primera máquina para producir bolsas de papel en masa. Wolle y su hermano patentaron la máquina y fundaron la Union Paper Bag Company. 
En 1871, la inventora Margaret E. Knight  diseñó una máquina que podía crear bolsas de papel de fondo plano, las cuales podían transportar más peso que el diseño interior de tipo sobre. 
En 1883, Charles Stilwell patentó una máquina que fabricaba bolsas de papel de fondo cuadrado y lados plegables,  haciéndolas más fáciles de doblar y almacenar.  Este estilo de bolsa llegó a conocerse como S.O.S., o "Self-Opening Sack". (Saco de Auto-apertura) 
En 1912, Walter Deubener, un tendero de Saint Paul, Minnesota, usó cordón para reforzar las bolsas de papel y agregar asas de transporte. Estas "Bolsas de la Compra de Deubener" podían cargar hasta 75 libras y se hicieron muy populares, vendiendo más de un millón de bolsas al año en  1915. Las bolsas de papel con asas se convirtieron más tarde en el estándar para los grandes almacenes y, a menudo, se imprimieron con el logotipo o colores de la marca. 
Las bolsas de plástico se introdujeron en la década de 1970 y, gracias a su menor costo, eventualmente reemplazaron a las bolsas de papel como la bolsa preferida de las tiendas de comestibles. Sin embargo, con la tendencia hacia la eliminación gradual de las bolsas de plástico ligeras, algunos tenderos y compradores han vuelto a usar bolsas de papel.
En 2015, la bolsa de papel más grande del mundo se fabricó en el Reino Unido y fue registrada por el Guinness World Records. [6] También en 2015: La Unión Europea adoptó la directiva (UE) 2015/720, que requiere una reducción en el consumo de bolsas de plástico de un solo uso por persona a 90 para el año 2019 y a 40 para el año 2025.
En 2018, el “Día Europeo de la Bolsa de Papel” fue establecido por la plataforma The Paper Bag, una asociación de los principales fabricantes europeos de papel kraft y productores de bolsas de papel. El día de acción anual tiene lugar el 18 de octubre y tiene como objetivo concienciar a los consumidores sobre las bolsas de papel como una solución de embalaje sostenible. Se lanzó para alentar a más personas a actuar de manera responsable y usar, reutilizar y reciclar las bolsas de papel. Con diferentes actividades a nivel local, la asociación quiere abrir un diálogo con los consumidores y darles ideas reveladoras sobre los envases de papel.
En abril de 2019, la Unión Europea adoptó la Directiva (UE) 2019/904 del Parlamento Europeo y del Consejo, de 5 de junio de 2019, sobre la reducción del impacto de determinados productos plásticos en el medio ambiente.

## Construcción
Las bolsas de papel estándar sin asas están hechas de papel Kraft blanco o marrón. Las bolsas de papel con asas de mano, como las que suelen utilizar en los  comercios para llevar la compra  o como las bolsas de regalo, se pueden fabricar con una amplia gama de papeles para bolas e imprimirse en múltiples colores. Hay dos estilos diferentes de asas de papel: asas planas y asas retorcidas tipo cordón. El papel para fabricar bolsas de papel puede ser de fibra virgen o reciclada o una mezcla de ambas. 
Las bolsas de papel son muy resistentes, normalmente pueden soportar pesos mayores de 12 kilos. Y si son de fabricación especial pueden alcanzar una mayor resistencia o incluso ser impermeables para llevar productos refrigerados.
Las bolsas de papel son reutilizables, en España el ITENE, Instituto Tecnológico del Embalaje, Transporte y Logística, ha realizado un estudio que demuestra que las bolsas de papel son reutilizables al menos cinco veces para volver a comprar el mismo tipo de compra.
Debido al auge de la venta en línea y la necesidad de contar con nuevos embalajes ligeros, se están empleando bolsas de papel especiales para los envíos poco voluminosos.

## Capa única

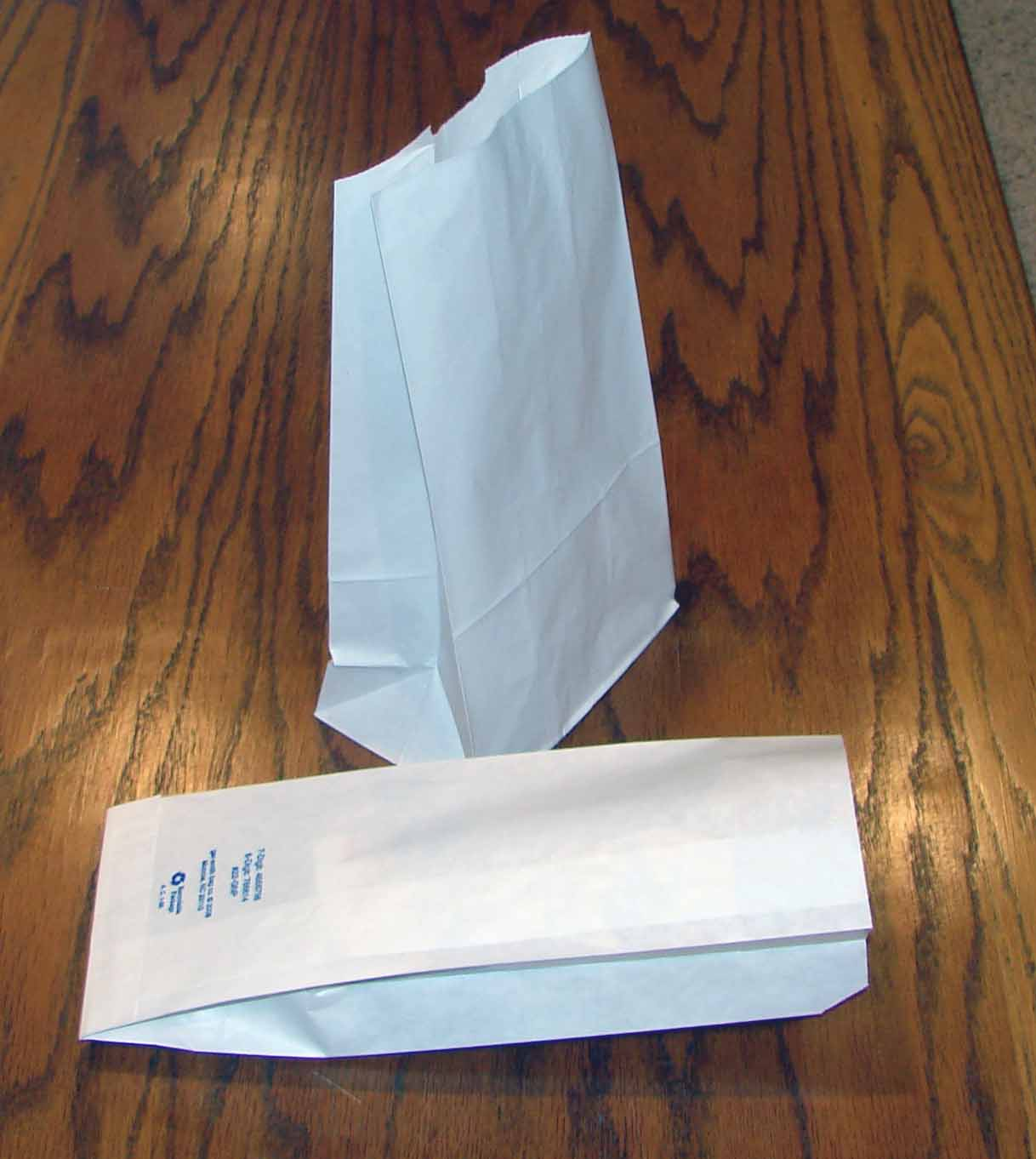
Dos bolsas de papel, la de abajo plana con fuelle y la de arriba con fondo cuadrado.

Las bolsas de papel para la compra en tiendas, las bolsas de supermercados, las bolsas de papel para pan y otras bolsas ligeras tienen una sola capa de papel. Hay disponible una variedad de construcciones y diseños. Muchas están impresas con los nombres de las tiendas y las marcas comerciales. Las bolsas de papel no son impermeables, aunque se pueden fabricar con papeles antihumedad para servir productos refrigerados.

## Sacos de papel multicapa

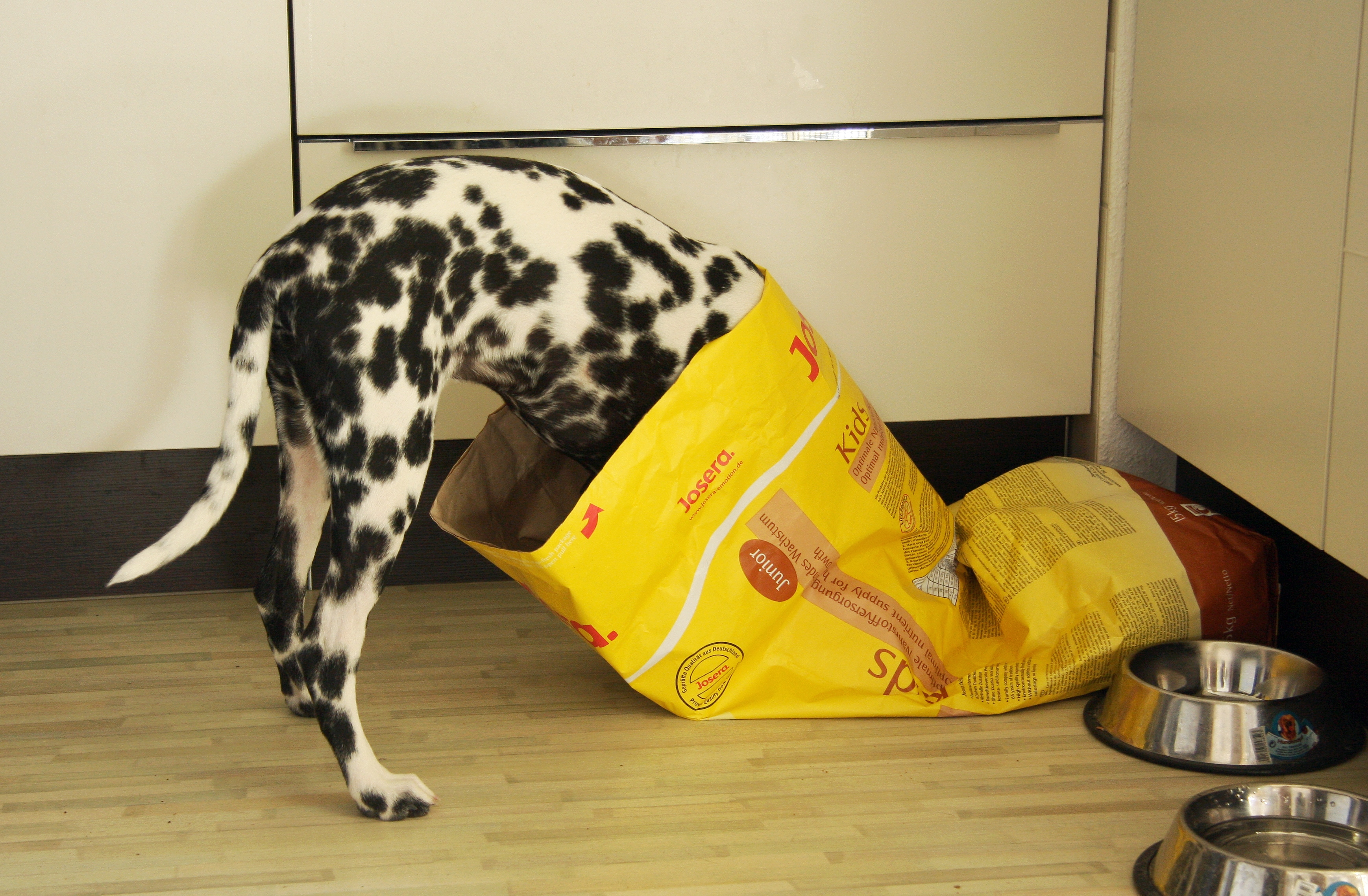
Sacos de papel multicapa de comida de perro

Los sacos de papel multicapa (o multipared), también denominados bolsas de papel industriales, sacos industriales o sacos de envío, se utilizan a menudo para envasar y transportar materiales secos en polvo y granulados como fertilizantes, piensos, arena, productos químicos secos, harina y cemento. Muchos tienen varias capas de papel, una capa externa impresa y capas internas. Algunos sacos de papel tienen una película plástica, papel de aluminio o una capa de papel recubierto de polietileno en el medio como barrera repelente al agua, resistente a insectos o roedores.

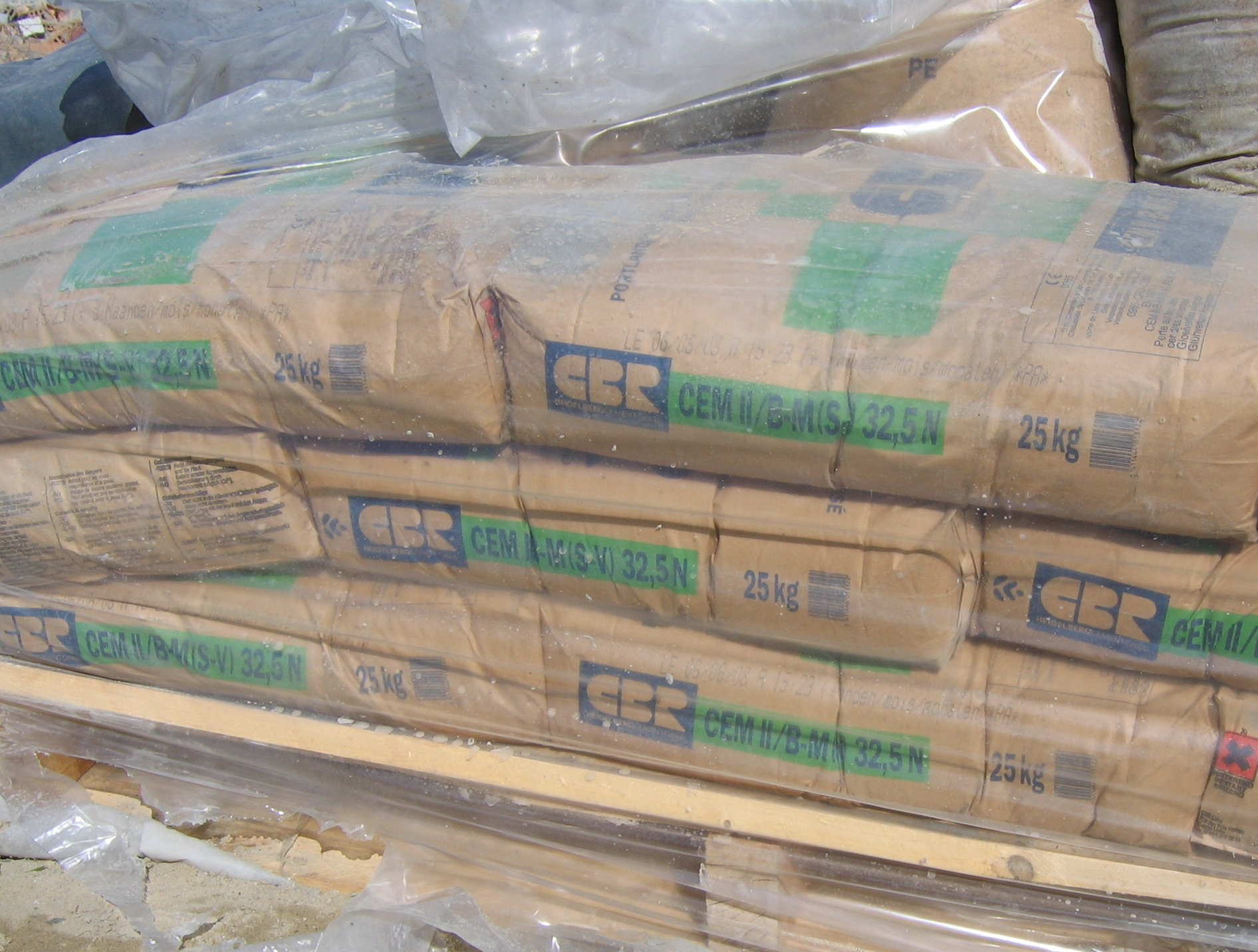
Sacos de papel con válvula que contienen 25 kilogramos de cemento Portland cada uno.

Hay dos diseños básicos de bolsas: bolsas de boca abierta y bolsas de válvula. Una bolsa de boca abierta es un tubo de capas de papel con el extremo inferior sellado. La bolsa se llena a través de la boca abierta y luego se cierra con costuras, adhesivo o cinta. Los sacos de válvula tienen ambos extremos cerrados y se llenan a través de una válvula. Un ejemplo típico de bolsa con válvula es el saco de cemento.

## Estándar de calidad y certificación
La durabilidad de la bolsa de papel se puede medir de acuerdo con la norma de prueba europea EN13590: 2003. Este estándar se basa en estudios realizados científicamente y ayuda a los minoristas a evitar bolsas de transporte de mala calidad. El sistema de certificación de calidad para bolsas de papel se basa en esta norma. El método de prueba somete la bolsa de transporte a pesos pesados mientras se levanta repetidamente. Se tiene en cuenta el tamaño de la bolsa de papel porque cuanto mayor es su volumen, más pesada es la carga que debe poder transportar. Como resultado de la certificación, la bolsa de papel está marcada con el peso y el volumen que puede transportar. Es aconsejable elegir una bolsa de papel probada y certificada.

## Sostenibilidad
La materia prima utilizada en la fabricación de papel, la fibra de celulosa extraída de la madera, es un recurso renovable y natural. Debido a sus características biodegradables, las bolsas de papel se degradan en un corto período de tiempo (de dos a cinco meses). Cuando se utilizan pinturas naturales a base de agua y adhesivos a base de almidón, las bolsas de papel no dañan el medio ambiente.
La mayoría de las bolsas de papel que se producen en Europa están hechas de fibras de celulosa que provienen de bosques europeos gestionados de forma sostenible. Se extraen de la tala de árboles y de los residuos de procesos de la industria de la madera aserrada. La gestión de la sostenibilidad forestal mantiene la biodiversidad y los ecosistemas y proporciona un hábitat para la vida silvestre, áreas recreativas y empleos. Esta gestión forestal sostenible está probada en las certificaciones FSC® o PEFC ™ de productos de papel. Los consumidores pueden buscar las etiquetas FSC y PEFC en sus bolsas de papel para asegurarse de que estén hechas de fibras de origen sostenible.
.Como producto de madera, el papel continúa almacenando carbono a lo largo de su vida útil. Este tiempo de acumulación de carbono se alarga cuando se recicla el papel, porque el carbono permanece en las fibras de celulosa
.Las bolsas de papel se pueden utilizar varias veces. Los fabricantes de bolsas de papel recomiendan reutilizar las bolsas de papel con la mayor frecuencia posible para reducir aún más el impacto medioambiental. 

## Reciclaje
Las bolsas de papel son altamente biodegradables y reciclables y, por lo tanto, no presentan la misma huella ambiental que bolsas de otros materiales. Las fibras se reutilizan una media de 3,6 veces en Europa, mientras que la media mundial es de 2,4 veces. 
Los revestimientos o capas de plástico o resistentes al agua dificultan el reciclaje. El reciclaje de las bolsas de papel se realiza volviendo a hacer pulpa del papel reciclado y prensado en las formas requeridas.

## Marca y marketing
Las bolsas de papel para la compra se pueden utilizar como vehículo para proyectar la imagen de marca de los minoristas. El papel es muy táctil debido a su textura y forma. Su calidad de impresión y reproducción de color permiten la creatividad en la publicidad y el desarrollo de la imagen de marca. Además, logran la máxima visibilidad y una gran apreciación por parte de los clientes. El uso de bolsas de papel da una señal de compromiso con el medio ambiente y, al utilizar envases hechos de fuentes renovables, reciclables y biodegradables, los minoristas y los propietarios de marcas contribuyen a reducir el uso de bolsas de la compra no biodegradables. Las bolsas de papel pueden ser una parte visible de la responsabilidad social corporativa y están en consonancia con un estilo de vida sostenible del consumidor. 

## Asociaciones
La plataforma “La bolsa de Papel” nació en España en 2010, está integrada por fabricantes de bolsas de papel, fabricantes de papel para bolsas, fabricantes de asas de papel, fabricantes de tintas y fabricantes de maquinaria de bolsas de papel. Su objetivo es promover un consumo sostenible con un bioproducto natural, realizar investigaciones técnicas y de mercado, innovar para aportar nuevas soluciones al comercio y satisfacer los deseos de los consumidores con bolsas de papel renovables, biodegradables, reutilizables y reciclables.
La plataforma The Paper Bag está formada por los principales fabricantes de papel europeos y productores de bolsas de papel. Fue creado en 2017 para representar los intereses de la industria europea de bolsas de papel y promover las ventajas de los envases de papel. The Paper Bag está dirigida por las organizaciones CEPI Eurokraft y EUROSAC.

## Otros usos
Las bolsas de papel se utilizan comúnmente para transportar artículos. Sin embargo, también se han utilizado para otros fines. En 1911, el chef inglés Nicolas Soyer escribió un libro de cocina, Paper-Bag Cookery, sobre cómo usar bolsas de papel limpias e inodoras para cocinar, como una extensión de la técnica en papillote y una alternativa a las ollas y sartenes. 